# Ріхард Бінерт
Ріхард Бінерт — чеський високопоставлений поліцейський і політичний діяч, прем'єр — міністр в Протекторату Богемії та Моравії, після Другої світової війни він був засуджений до тюремного ув'язнення за співпрацю з нацистами.

## Кар'єра
Ріхард Бінерт народився в Празі в родині чиновників магістрату.
Після закінчення юридичного факультету Празького університету він вступив на державну службу. Його предки були німецько походження і з часом асимілювалися в Чехії.
З 1906 року він працював в поліції Праги. В січні 1918 року він став чиновником в Президії поліції Праги.
Під час Першої світової війни Бінерт тісно співпрацював з чеським рухом опору, а після проголошення незалежності Чехословаччини в жовтні 1918 року був нагороджений призначенням на посаду директора поліції Праги. Пізніше, в 1930-х роках, він також став головою самоврядування провінції Богемія.

## Після окупації Чехословаччини
Після окупації Чехословаччини в 1939 році він був ненадовго заарештований німцями, але незабаром звільнений. У 1942 році, після того як прем'єр-міністр протекторату Алоїза Еліаша був заарештований, Бінерт був призначений міністром внутрішніх справ в новому уряді Ярослава Крейчі.
У 1945 році Бінерт змінив Ярослава Крейчі на посаді голови уряду та став виконуючим обов'язки Президента Протекторату, де-факто замінивши важкохворого Еміля Гахи.
5 травня 1945 року за погодженням із імперським статс-секретарем Протекторату Карлом Германом Франком намагався зробити заяву про розпуск Протекторату Богемії та Моравії та створити на його території союзну німцям Чехію. Однак в той же ранок вибухнуло повстання в Празі, а Бінерт був схоплений повстанцями в мерії Праги.

## Після закінчення Другої світової війни
Після закінчення Другої світової війни Бінерта судили за зраду і співпрацю з нацистами, але був засуджений лише до трьох років позбавлення волі. Через хворобу був звільнений достроково у 1947 році і помер в Празі взимку 1949 року.